# UFC Fight Night: Hermansson vs. Cannonier
UFC Fight Night: Hermansson vs. Cannonier  (även UFC Fight Night 160 och UFC on ESPN+ 18) är en kommande MMA-gala som arrangeras av UFC och äger rum 28 september 2019 i Köpenhamn, Danmark.

## Bakgrund
Den här galan är det första evenemanget UFC anordnar i Danmark. Huvudmatchen, main event, är en mellanviktsmatch mellan Jack "The joker" Hermansson och Jared Cannonier.

### Skador/Ändringar
Thiago Alves skulle mött Gunnar Nelson i en welterviktsmatch, men Alves tvingades dra sig ur på grund av en skada och ersattes av Gilbert Burns.
En mellanviktsmatch mellan Alessio Di Chirico och Peter Sobotta var planerad, men Sobotta tvingades lämna återbud och ersattes av UFC-nykomlingen Machmud Muradov.

### Invägning
Vid den ceremoniella invägningen UFC streamade live på Youtube vägde utövarna följande:

## Resultat
1. ↑   Initialt felaktigt dömd som oavgjort.[8]

## Bonusar
Följande MMA-utövare fick bonusar om 50 000 USD:
- Fight of the Night: Ingen utdelad
- Performance of the Night: John Phillips, Ovince Saint Preux, Jared Cannonier och Jack Shore